# 조정서원
조정서원은 대한민국 충청남도 논산시 가야곡면에 있는 문화재이다. 1996년 12월 30일 논산시의 향토문화유산 제23호로 지정되었다.

## 개요
조정서원은 익안대군 방의의 증손자 이현동(李賢童)을 추모하기 위해 노성, 연산, 은진향교 유림들의 발의로 건립 운영되어 왔다.